# Серджіо Кемпбелл
Серджіо Акеем Кемпбелл (англ. Sergio Campbell; нар. 12 січня 1992, Кларендон, Ямайка) — ямайський футболіст, захисник національної збірної Ямайки та клубу США «Рочестер Рінос».

## Клубна кар'єра
У дорослому футболі дебютував 2012 року виступами за команду клубу «Коламбус Крю», до складу якого приєднався 2014 року. Відіграв за команду з Колумбуса наступний сезон своєї ігрової кар'єри.
2015 року уклав орендну угоду з клубом «Остін Ацтекс», у складі якого провів лише дві гри.
З 2015 року один сезон захищав кольори команди клубу «Піттсбург Рівергаундс». Граючи у складі «Піттсбург Рівергаундс», також здебільшого виходив на поле в основному складі команди.
До складу клубу «Рочестер Рінос» приєднався 2016 року.

## Виступи за збірну
2010 року дебютував в офіційних матчах у складі національної збірної Ямайки.
У складі збірної був учасником розіграшу Золотого кубка КОНКАКАФ 2017 року у США.

## Титули і досягнення
- Переможець Карибського кубка: 2010
- Срібний призер Золотого кубка КОНКАКАФ: 2017